# Birger Lie
Birger Mathias Lie (* 20. Oktober 1891 in Åsnes; † 22. September 1970 ebenda) war ein norwegischer Sportschütze. 

## Biografie
Birger Lie belegte bei den Olympischen Sommerspielen 1912 in Stockholm im Dreistellungskampf mit dem Armeegewehr den 82. Platz.